# Trondhjems len
Trondhjems len eller Trondheim len var en administrativ enhed (len) i Norge, med Nidaros, senere kaldet Trondhjem som administrationsby.
I 1308 blev den gamle ordning med lendmann fra kongens hird afskaffet, og fylkesindelingen i Norge blev erstattet af en sysselindeling. I senmiddelalderen og i unionstiden med Danmark frem til 1660 blev sysselordningen gradvist afløst af et system med len.
I 1500-tallet var Norge inddelt i fire hovedlen eller slotslen:
- Båhus
- Akershus
- Bergenhus
- Trondheim

Trondheim hovedlen omfattede oprindelig Nord-Norge, men dette blev lagt under Bergenhus på midten af 1540'erne, således at det omkring 1560 omfattede følgende underlen:
- Romsdal
- Jemtland (Jämtland i Sverige)
- Herjedalen (Härjedalen i Sverige).

Hovedlenet omfattede dagens Sør- og Nord-Trøndelag, samt Nordmøre.
Efter reformationen i 1537 indtog danske lensherrer Ærkebispegården og havde den som hovedsæde de næste 150 år, og den normale skrivemåde blev Trondhjems len.
Roskildefreden i 1658 førte til at lenet blev afstået til Sverige, og Claes Nilsson Stiernsköld blev udnævnt til guvernør. Det er antaget at svenskerne egentlig ønskede daværende Trondhjems stift som krigsbytte, og at begrebsforvirring gjorde at de endte med lenet i stedet for bispedømmet, som da indbefattede hele Nord-Norge.
Den nordenfjeldske hær var formelt blevet opløst, men disse militære styrker var stærkt medvirkende da Norge genindtog lenet i december samme år. Freden i København i 1660 stadfæstede at Trøndelag igen var norsk.
Skønt det svenske styre var kortvarig skulle det vise sig at få stor betydning for den langsigtede udvikling af Trøndelag.
2&.000 mænd helt ned i 15-årsalderen blev tvangshvervet til den svenske hær, og sendt for at kæmpe i svenskekongens krige mod Polen og Brandenburg.
Kong Karl 10. Gustav frygtede at trønderne skulle gøre oprør mod den svenske okkupation, og fandt det derfor fornuftigt at holde en stor del af de kampduelige mænd borte fra deres hjem. Kun omkring en tredjedel af de tjenestepligtige mænd som vendte tilbage igen; nogle af dem blev tvunget til at bosætte sig i datidens svenskkontrollerede Estland, med baggrund i den ældgamle tankegangen om del og hersk.
En betydelig andel af de trønderske mænd gjorde allerede tjeneste før freden i Roskilde i den dansk-norske hær, så resultatet af den svenske tvangshvervning var at Trøndelag næsten blev tømt for arbejdsdygtige mænd. Konsekvenserne blev skrækkelige for den trønderske befolkningen; få af gårdene havde nok folk til at gennemføre høsten, og hungersnød ramte flere steder. Hundredvis af mennesker sultede til døde, og langt flere blev ramt af sygdom.
Det tog mange år før Trøndelag igen kunne rejse sig fra tabene, og blandt enkelte trønderske historikere er dette kendt som det trønderske folkemord.
I 1662 bortfaldt lensordningen, og Trondheim hovedlen blev afløst af Trondhjems stiftamt.